# Guilherme II dos Países Baixos
Guilherme II (Haia, 6 de dezembro de 1792 – Tilburg, 17 de março de 1849) foi o Rei dos Países Baixos, Grão-Duque de Luxemburgo e Duque de Limburgo de 1840 até sua morte.
Era o filho mais velho do rei Guilherme I e sua esposa, a princesa Guilhermina da Prússia. Quando o seu pai se proclamou rei dos Países Baixos em 1815, Guilherme tornou-se Príncipe de Orange e herdeiro aparente do Reino dos Países Baixos. Quando o seu pai abdicou a 7 de outubro de 1840, Guilherme II tornou-se rei. Durante o seu reinado, os Países Baixos tornaram-se uma democracia parlamentar após a aprovação de uma nova constituição em 1848.
Guilherme II era casado com a grã-duquesa Ana Pavlovna da Rússia. Juntos, tiveram quatro filhos e uma filha. Guilherme II morreu em 17 de março de 1849, sendo sucedido pelo seu filho mais velho, o rei Guilherme III.

## Primeiros anos e educação
Guilherme Frederico Jorge Lodewijk nasceu a 6 de dezembro de 1792 em Haia. Foi o primeiro filho do rei Guilherme I dos Países Baixos e da princesa Guilhermina da Prússia. Os seus avós maternos eram o rei Frederico Guilherme II da Prússia e a sua segunda esposa, a princesa Frederica Luísa de Hesse-Darmstadt.
Quando Guilherme tinha dois anos de idade, a sua família fugiu para a Inglaterra depois das tropas aliadas da Grã-Bretanha e de Hanôver terem abandonado a República e o exército francês ter derrotado o exército das Províncias Unidas que defendia a liberalização do país em conjunto com os patriotas que estavam contra a família de Orange. Guilherme passou a sua juventude em Berlim, na corte prussiana, onde teve uma educação militar e prestou serviço no exército da Prússia. Depois, estudou na Universidade de Oxford e teve uma carreira militar magnífica ao lado de Wellington. Guilherme II teve uma série de relações tanto com homens como mulheres. O jornalista Eillert Meeter escreveu sobre as relações homossexuais que Guilherme teve enquanto príncipe-real e rei. Guilherme rodeava-se de criados masculinos que, depois, não podia dispensar devido ao "motivo abominável" pelo qual os contratava inicialmente.

## Carreira militar

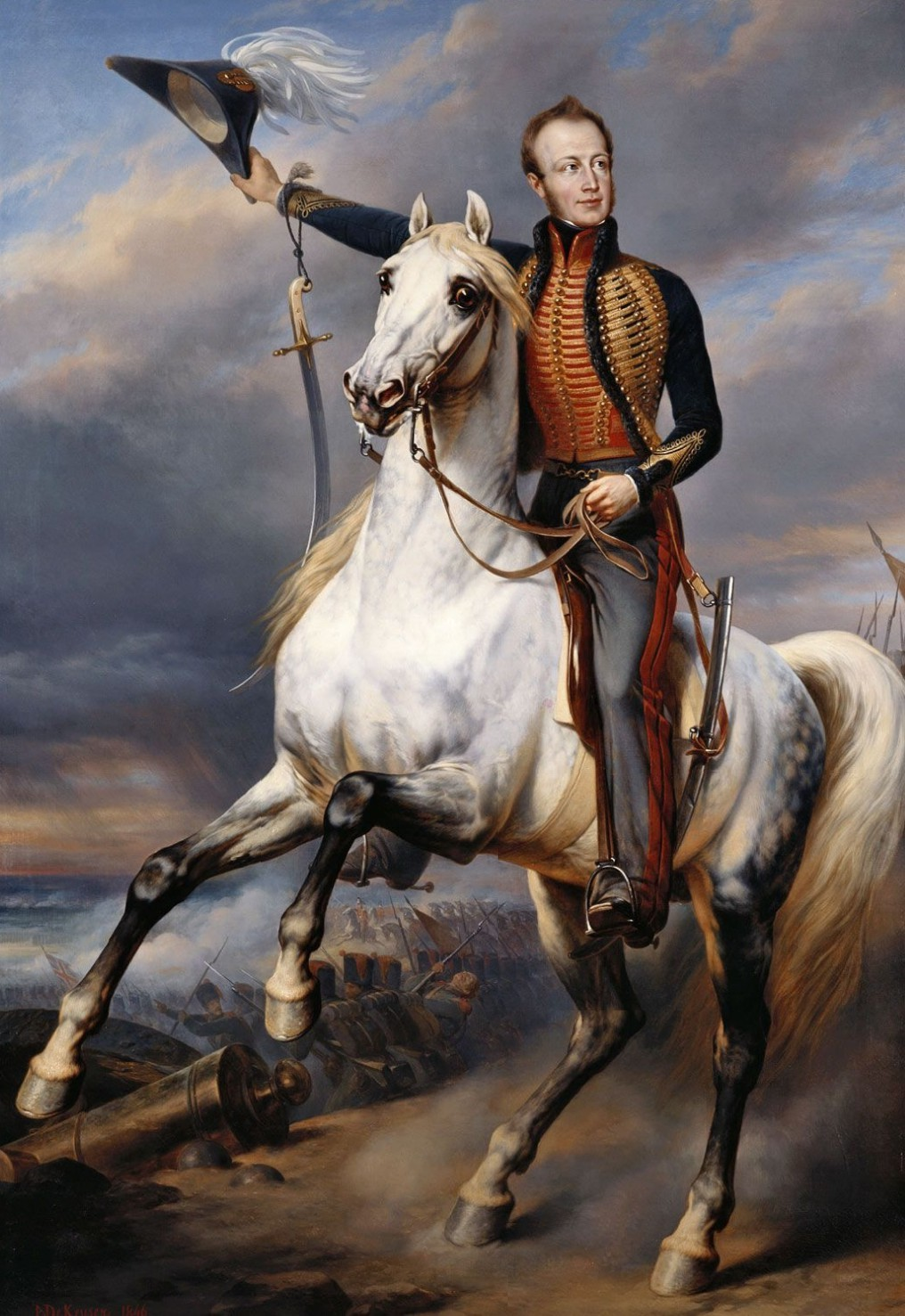
Guilherme II por Nicaise de Keyser.

Guilherme entrou no Exército Britânico e, em 1811, quando tinha dezanove anos de idade, tornou-se ajudante-de-campo no quartel-general de Arthur Wellesley, 1.º Duque de Wellington, o que lhe permitiu assistir a várias campanhas de Wellington durante a Guerra Peninsular. Embora ainda não tivesse sequer vinte anos, seguindo a tradição da época, Guilherme foi nomeado tenente-coronel a 11 de junho de 1811 e coronel a 21 de outubro do mesmo ano. A 8 de Setembro de 1812 foi nomeado ajudante-de-campo do príncipe-regente e, a 14 de dezembro de 1813, foi promovido a major-general. A sua coragem e gentileza tornaram-no muito popular junto dos britânicos que lhe deram a alcunha de "Slender Billy" (Billy Elegante). Regressou aos Países Baixos em 1813, quando o seu pai foi nomeado príncipe soberano e, em Maio de 1814, sucedeu a Sir Thomas Graham na posição de oficial com a patente mais elevada entre as tropas britânicas que se encontravam nos Países Baixos.
A 8 de julho de 1814, foi promovido a tenente-general do Exército Britânico e, a 25 de julho, a general. Nessa posição, tornou-se no oficial mais importante do exército aliado nos Países Baixos, quando Napoleão I de França fugiu de Elba em 1815. Guilherme abriu mão do comando após a chegada do duque de Wellington e, apesar de esta ter sido a sua primeira batalha a sério, lutou com o título de general do I Corpo de Aliados na Batalha de Quatre Bras (16 de junho de 1815) e na Batalha de Waterloo (18 de junho de 1815), durante a qual foi ferido. Na altura, tinha vinte-e-três anos de idade- Como gesto de gratidão pela sua bravura em Waterloo, o povo dos Países Baixos ofereceu o Palácio de Soestdijk a Guilherme.
William Siborne, um tenente e historiador militar do exército britânico, afirmou que Guilherme foi responsável por várias baixas na Campanha de Waterloo devido à sua falta de experiência, incompetência, desespero por manter a sua reputação e por achar que as suas capacidades militares estavam muito acima da realidade. Em resposta, o tenente-general Willem Jan Knoop acusou Siborne de vários erros e contradições no seu depoimento. Em 1897, o general François de Bas inspeccionou os arquivos de Siborne e confirmou que o tenente tinha utilizado as suas fontes de forma arbitrária e de ter escrito "vários erros e mentiras". Alguns atribuem a difamação do príncipe de Orange e falta de reconhecimento pelo papel que desempenhou na Batalha de Quatre Bras a um esforço, principalmente ao longo do século XIX, para enaltecer demasiado e exagerar as conquistas militares britânicas nas Guerras Napoleónicas.

## Pretendentes e casamento

### Noivado com a princesa Carlota de Gales

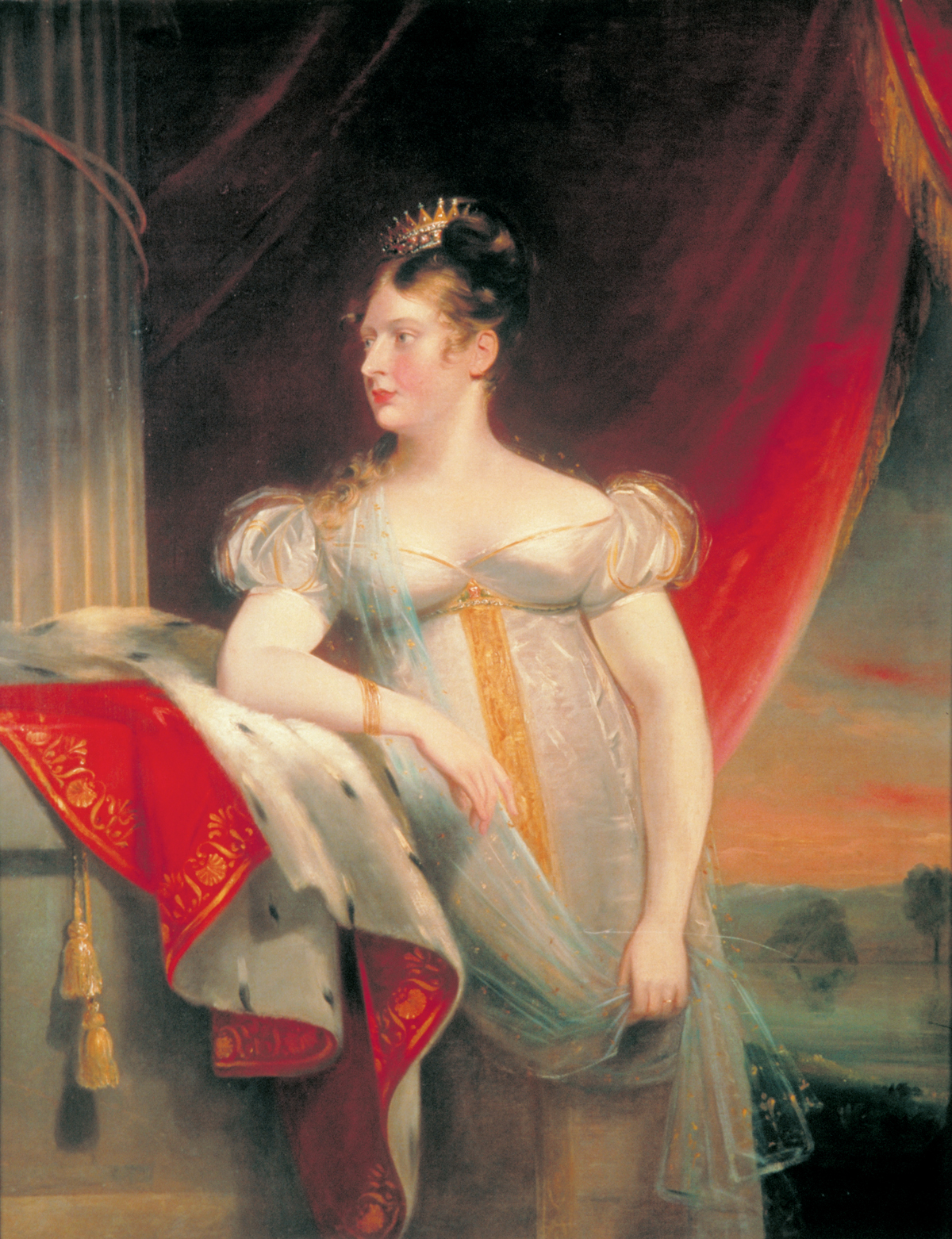
Carlota de Gales por James Lonsdale.

Em 1813, quando o rumo das Guerras Napoleónicas começou a mostrar-se, finalmente, mais favorável para a Grã-Bretanha, o futuro rei Jorge IV do Reino Unido (na altura príncipe-regente) começou a considerar seriamente a questão do casamento da sua única filha, a princesa Carlota de Gales. O príncipe-regente e os seus conselheiros decidiram que o melhor candidato era o príncipe-herdeiro Guilherme de Orange, filho e herdeiro do príncipe Guilherme Frederico de Orange. Tal casamento aumentaria a influência da Grã-Bretanha no noroeste europeu. Guilherme não impressionou Carlota quando os dois se conheceram na festa de aniversário de Jorge, celebrada a 12 de Agosto desse ano, na qual o príncipe holandês ficou bêbado na companhia do próprio príncipe-regente e de vários outros convidados. Apesar de ninguém ter falado oficialmente com Carlota sobre os planos de casamento, a princesa sabia deles através de rumores que corriam pelo palácio. O doutor Henry Halford, foi encarregue de perguntar a Carlota o que ela achava sobre o casamento, mas achou-a relutante e a princesa afirmou que a futura rainha de Inglaterra não devia casar-se com um estrangeiro. Acreditando que a sua filha tinha a intenção de se casar com Guilherme, Duque de Gloucester e Edimburgo, o príncipe-regente abusou verbalmente dos dois. Segundo Carlota, "ele falou como se tivesse as ideias mais impróprias em relação às minhas predesposições. Vejo que está completamente envenenado contra mim e que nunca vai mudar de ideias." Escreveu ao Conde de Grey, pedindo-lhe conselhos e ele sugeriu-lhe que fosse adiando o assunto o maior tempo possível. O assunto não demorou a surgir nos jornais que se questionavam se Carlota se iria casar com "o Orange ou com o Queijo" (uma referência ao queijo de Gloucester), o "Billy Magricelas" de Orange ou o "Billy Tolo". O príncipe-regente tentou abordar a filha mais gentilmente, mas não conseguiu convencê-la e Carlota escreveu que "nunca poderia deixar este país, e como rainha de Inglaterra ainda menos", e que, se eles se casassem, o príncipe de Orange teria de "visitar os seus sapos sozinho". Contudo, no dia 12 de Dezembro, o príncipe-regente fez com que Carlota e o príncipe de Orange se encontrassem durante um jantar e pediu uma resposta a Carlota. A princesa disse que tinha gostado do que tinha visto até à altura e Jorge pensou que isso significava que a filha aceitava o casamento, por isso chamou rapidamente o príncipe de Orange para o informar.
As negociações para o contrato de casamento arrastaram-se durante vários meses porque Carlota insistia que não queria deixar a Grã-Bretanha. Os diplomatas não desejavam ver estes dois tronos unidos, e por isso o acordo determinava que o trono britânico iria para o filho mais velho do casal, enquanto que o segundo filho iria herdar o trono holandês. Se houvesse apenas um filho, os Países Baixos passariam a ser reinados pelo ramo alemão da Casa de Orange. A 10 de junho de 1814, Carlota assinou o contrato de casamento. Carlota ficou enamorada de um príncipe prussiano cuja identidade não é certa. Segundo Charles Greville, tratava-se do príncipe Augusto da Prússia, mas o historiador Arthur Aspinall discorda e pensa que faria mais sentido que a princesa estivesse apaixonada pelo príncipe Frederico da Prússia, que era mais novo. Numa festa realizada no Hotel Pulteney em Londres, Carlota conheceu o tenente-general da cavalaria russa, o príncipe Leopoldo de Saxe-Coburgo-Saalfeld. A princesa convidou Leopoldo a visitá-la, um convite que o príncipe aceitou, tendo passado três quartos de hora com Carlota. Depois escreveu uma carta ao príncipe-regente, onde pedia desculpa se tinha cometido alguma indiscrição. A carta deixou Jorge muito impressionado, apesar de nunca ter considerado Leopoldo como possível pretendente para a sua filha devido ao seu rendimento reduzido.
A mãe de Carlota opôs-se ao casamento da filha com o Príncipe de Orange e tinha o apoio do público: sempre que Carlota aparecia em público, as multidões pediam-lhe que não abandonasse a mãe ao casar-se com o Príncipe de Orange. A princesa informou o Príncipe de Orange que, caso se casassem, a mãe dela teria de ser bem-vinda na sua casa, uma condição que iria certamente desagradar o príncipe-regente. Quando o Príncipe de Orange não concordou, Carlota rompeu o noivado. A resposta do seu pai foi ordenar que Carlota não saísse de Warwick House, ao lado de Carlton House, até ser enviada para Cranbourne Lodge, em Windsor, onde não teria permissão para ver mais ninguém além da avó. Quando soube disto, Carlota correu para a rua. Um homem, ao vê-la tão perturbada da sua janela, ajudou a princesa, que não tinha experiência no mundo exterior, a encontrar uma carroça que a levou para casa da sua mãe. Carolina estava a visitar amigas, mas voltou rapidamente para casa quando soube o que tinha acontecido, ao mesmo tempo que Carlota chamava políticos liberais para a aconselharem. Um grande número de familiares também se juntou a ela, incluindo o seu tio, o príncipe Frederico, duque de Iorque, que trazia um mandato no bolso para assegurar que ela regressava se tal fosse necessário. Depois de uma longa discussão, os liberais acharam que seria melhor se Carlota voltasse a casa do pai, o que ela fez no dia seguinte.

### Casamento

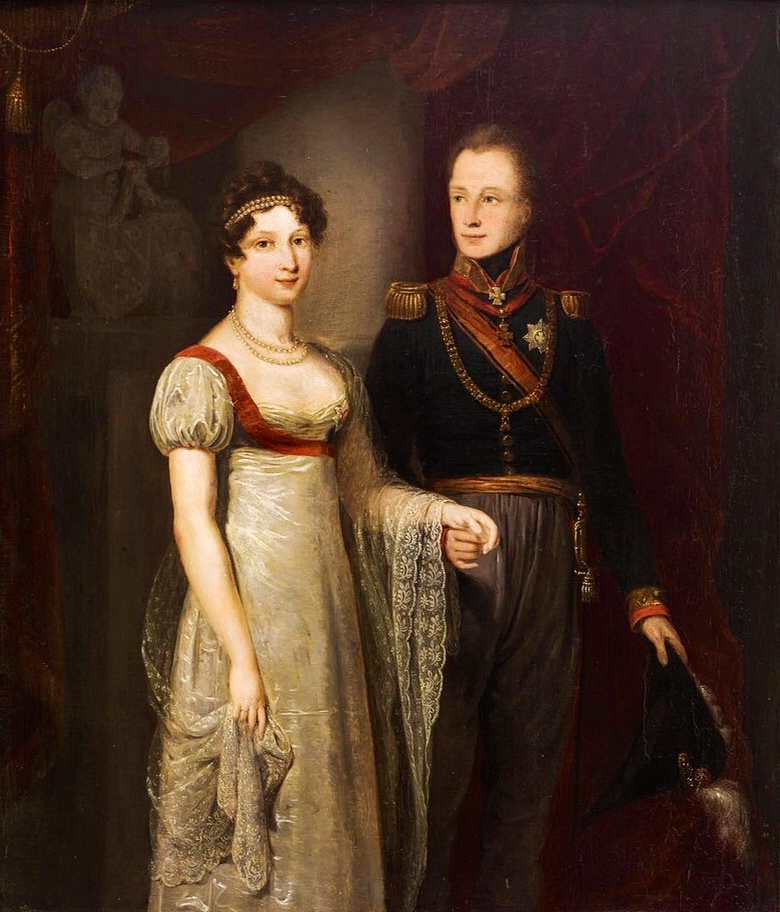
Guilherme II e Ana Pavlovna da Rússia.

Impressionado com a prestação de Guilherme durante a Batalha de Waterloo, o czar Alexandre I da Rússia, juntamente com uma das suas irmãs, a grã-duquesa Catarina Pavlovna, decidiu que o príncipe de Orange era um bom candidato para a mão da sua irmã mais nova, a grã-duquesa Ana Pavlovna. Ana era considerada uma das noivas mais desejáveis da Europa e tinha já recusado vários candidatos, incluindo Napoleão Bonaparte, o duque de Berry, o futuro imperador Fernando I da Áustria e o duque de Clarence. Em 1815, Guilherme viajou até São Petersburgo para conhecer a grã-duquesa. Ana não estava particularmente entusiasmada com o encontro, uma vez que considerava estar numa posição superior à do seu candidato, mas os dois acabaram por gostar um do outro e Ana aceitou casar com ele. O dote de Ana foi de um milhão de rublos e o contrato de casamento estipulava que, embora os seus filhos tivessem de ser criados como protestantes, Ana poderia continuar a praticar a religião ortodoxa.
Guilherme e Ana casaram-se em São Petersburgo a 21 de fevereiro de 1816 e chegaram aos Países Baixos em agosto do mesmo ano. Ana passou então a ser tratada como Sua Alteza Imperial e Real, a princesa de Orange. O casal passou a viver entre Haia e Bruxelas. Guilherme era muito popular em Bruxelas e Ana gostava mais da vida na corte dessa cidade, uma vez que não era tão austera como em Haia e recordava-a da sua vida em São Petersburgo.
Entre 1817 e 1824, Ana deu à luz cinco filhos entre os quais, apenas um, o príncipe Ernesto Casimiro, não chegou à idade adulta. O filho preferido de Ana, o príncipe Alexandre tinha vários problemas de saúde e acabaria por morrer com apenas vinte-e-nove anos de idade na ilha da Madeira. Ana era também muito chegada a Henrique e a Sofia, mas tinha uma relação complicada com o seu filho Guilherme.
O casamento de Ana e Guilherme foi problemático, uma vez que ele teve relações extra-conjugais com homens e mulheres. Em 1829, o casal atravessou uma crise profunda quando algumas jóias de Ana desapareceram e ela acusou o marido de as ter roubado para pagar as dividas que tinha contraído devido ao facto de ser constantemente chantageado pelos seus amantes masculinos. A partir desse momento, os dois passaram a viver separados até 1843, mas Ana manteve-se leal ao marido ao longo dos anos turbulentos da Revolução Belga e da eventual separação do país. Ana tornou-se rainha-consorte dos Países Baixos quando o seu sogro abdicou do trono a 7 de Outubro de 1840 para se casar com uma dama-de-companhia da sua falecida esposa. Apesar de ser conhecida como uma rainha fria e arrogante, envolveu-se bastante no governo do país e falava holandês ainda melhor do que o marido.

## Revolução Belga

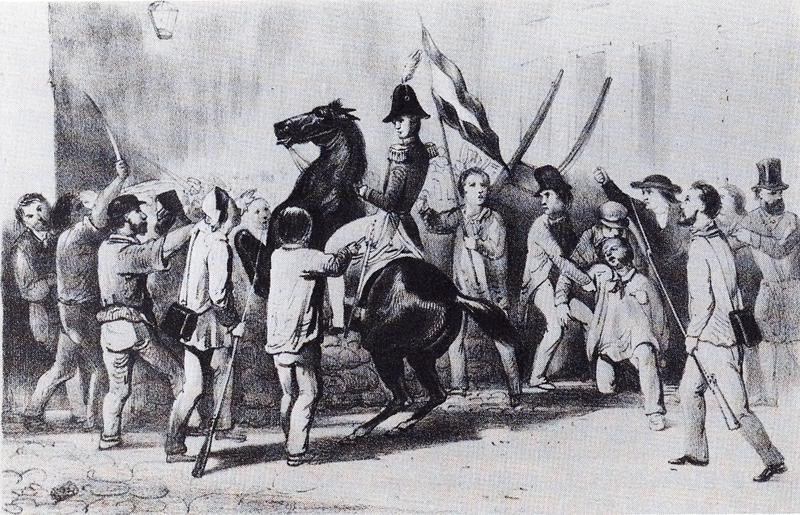
Guilherme, enquanto príncipe de Orange, a ser abordado por uma multidão durante a Revolução Belga,

Guilherme II era bastante popular no território que actualmente corresponde à Bélgica (na altura os Países Baixos do sul), assim como nos Países Baixos devido à sua gentileza e moderação e, em 1830, quando rebentou a Revolução Belga, fez os possíveis para tentar trazer a paz a Bruxelas, tentando fazer um acordo de autonomia administrativa para as províncias do sul, sob o governo da Casa de Orange-Nassau. No entanto, o seu pai recusou os termos do acordo, que Guilherme tinha apresentado sem o consultar previamente. Depois deste incidente, a relação entre pai e filho tornou-se problemática.
Em abril de 1831, Guilherme II foi o líder militar da Campanha dos Dez Dias na Bélgica que acabaria por ser derrotada devido à intervenção francesa no conflito. As grandes potências europeias nomearam o príncipe Leopoldo de Saxe-Coburgo-Gota como novo rei dos belgas e a Bélgica e os Países Baixos assinaram um tratado de paz em 1839.

## Reinado
A 7 de Outubro de 1840, o seu pai abdicou do trono e Guilherme aceitou subir ao trono como Guilherme II. Apesar de ter as mesmas ideias conservadoras do pai, não interveio tanto no governo como ele. Havia cada vez mais exigências para se realizar uma reforma constitucional alargada e dar o direito de voto a uma parte mais significativa da população. Apesar de Guilherme não ser democrata, agiu de forma sensata e com moderação.
As Revoluções de 1848 rebentaram por toda a Europa. Em Paris, a monarquia da dinastia de Bourbon-Orleães, que tinha "roubado" as "suas" províncias do sul, foi deposta. Avisado de que a revolução se poderia alastrar ao seu reino, Guilherme decidiu instituir um regime mais liberal, uma vez que era da opinião de que era melhor conceder as reformas do que ter de ceder às mesmas mais tarde com termos menos favoráveis. Tal como afirmou mais tarde, "mudei de conservador para liberar numa única noite!". Nomeou um comité liderado por um conhecido liberal, Johan Rudolf Thorbecke, para criar uma nova constituição. O novo documento definia que o Eerste Kamer (Senado) que, até então, era nomeado pelo rei, passaria a ser eleito de forma indirecta pelos Estados Provinciais. A Tweede Kamar (Câmara dos Representantes) seria eleita de forma directa pelos súbditos que pagassem uma determinada quantia de impostos. O sistema eleitoral foi alterado para o sufrágio censitário nos distritos eleitorais. Aos poucos, o poder real também foi diminuindo, passando o poder político a ser exercido pela Tweede Kamer. Na prática, o rei passou a fazer parte do sistema governativo, em vez de ser o seu líder. Essa constituição de 1848, com algumas emendas (principalmente a substituição do sufrágio censitártio pelo sufrágio universal e a representação proporcional dos distritos com listas de partidos espalhadas por todo o país, ambas introduzidas em 1917) continua em vigor nos dias de hoje.
Guilherme jurou o seu primeiro e único governo ao abrigo dos termos da nova constituição alguns meses antes de morrer subitamente em Tilburg, Brabante do Norte, em 1849.
Foi o 869.º cavaleiro da Ordem do Tosão de Ouro, em Espanha.

## Na ficção
Guilherme é uma personagem recorrente nos romances históricos de Georgette Heyer, principalmente no romance An Infamous Army.
A personagem de Guilherme também aparece no romance histórico Sharpe's Waterloo de Bernard Cornwell, assim como na adaptação televisiva do mesmo, onde é representado por Paul Bettany.

## Descendência

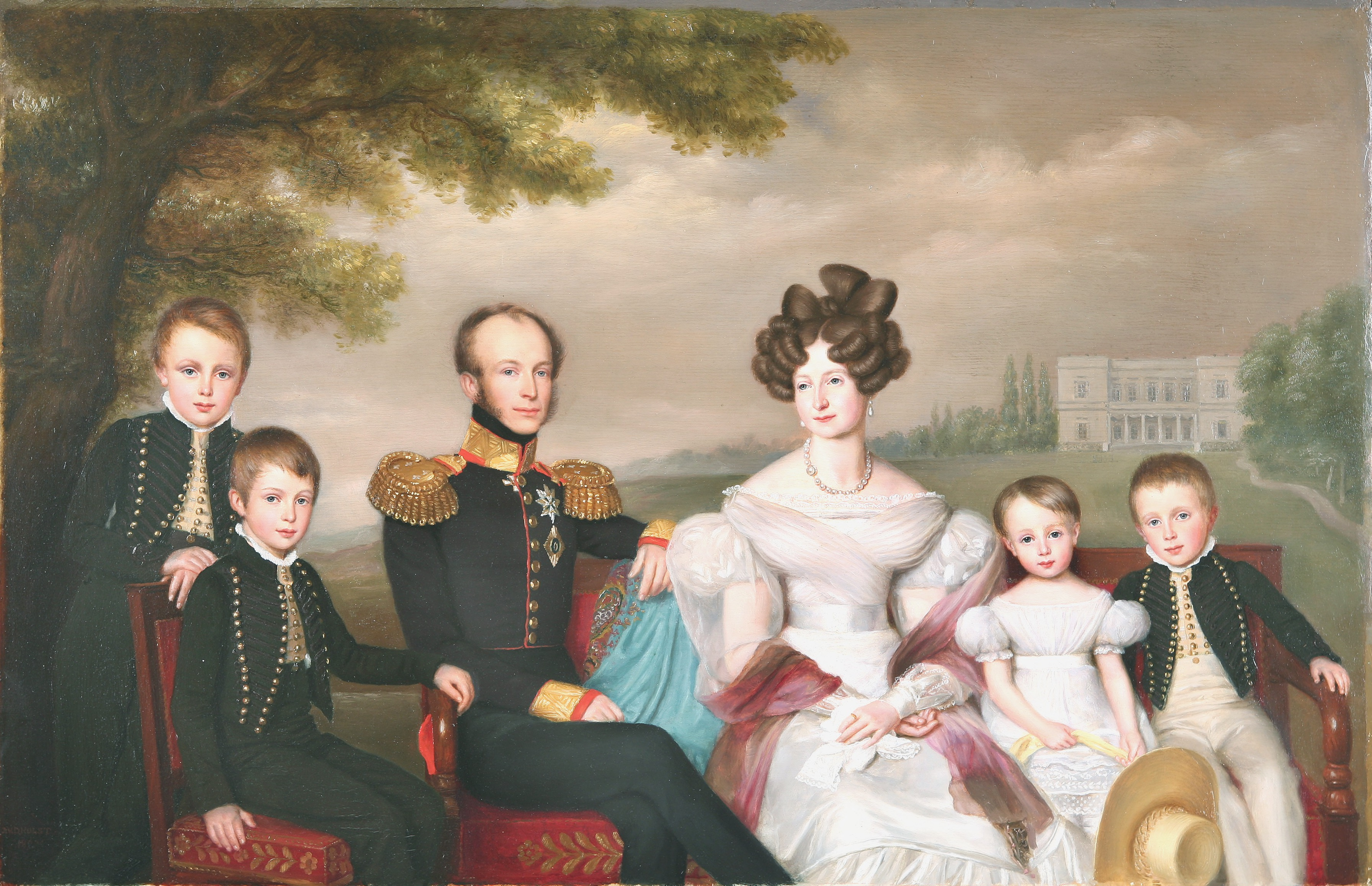
Rei Guilherme II com sua família, por Jan Baptist van der Hulst em 1832 na Coleção Real. Esquerda para direita: Guilherme, Alexandre, Guilherme II, Ana Pavlovna, Sofia e Henrique.

| Nome                               | Nascimento              | Morte                   | Notas |
| ---------------------------------- | ----------------------- | ----------------------- | --- |
| Guilherme III dos Países Baixos    | 19 de fevereiro de 1817 | 23 de novembro de 1890  | Casou-se com Sofia de Württemberg, com descendência. Casou-se com Ema de Waldeck e Pyrmont, com descendência.   |
| Alexandre dos Países Baixos        | 2 de agosto de 1818     | 20 de fevereiro de 1848 | Não se casou.                                                                                                   |
| Henrique dos Países Baixos         | 13 de junho de 1820     | 14 de janeiro de 1879   | Casou-se com Amália de Saxe-Weimar-Eisenach, sem descendência. Casou-se com Maria da Prússia, sem descendência. |
| Ernesto Casimiro dos Países Baixos | 21 de maio de 1822      | 22 de outubro de 1822   | Morreu aos 5 meses.                                                                                             |
| Sofia dos Países Baixos            | 8 de abril de 1824      | 23 de março de 1897     | Casou-se com Carlos Alexandre, Grão-Duque de Saxe-Weimar-Eisenach, com descendência.                            |